# プロ野球ミニ情報
『プロ野球ミニ情報』（ぷろやきゅうみにじょうほう）は、1988年4月4日から1989年9月29日まで、日本テレビ系列で月曜 - 金曜22:52 - 23:00に放送された、プロ野球関連情報番組。

## 概要
1988年4月4日から『きょうの出来事 Sports&News』に内包された『スポーツニュース』の趣旨を受け継ぐ形で、タイトルを変えて番組がスタート。番組内では、主に当日のプロ野球の勝敗結果をダイジェスト版で伝えていた。

## その他
当番組はローカルセールス枠内での放送という事もあり、深夜にフジテレビ系列『プロ野球ニュース』をネットしている一部のクロスネット局などではネット受けせず、当該時間帯を各県のローカルニュースや天気予報に差し替えていた所もある。
なお、関東地方では前枠であったスポーツニュースからの引き続きで丸井一社提供番組であった。